# Europe sociale
L’Europe sociale désigne les politiques publiques en matière sociale entreprises au sein de la construction européenne.
L'Union européenne mène une politique de lutte contre le chômage et l’exclusion sociale. En avril 2012, la Commission européenne adopte des mesures visant à encourager l’emploi notamment celui des jeunes. Un autre objectif annoncé est de sortir au moins vingt millions de personnes de la pauvreté avant 2020.

## Historique

### Prémices: la Communauté européenne du charbon et de l'acier et la Communauté économique européenne
Le développement de la politique sociale a débuté dès les débuts de l'intégration européenne. Dès la déclaration Schuman, et selon le traité instituant la Communauté européenne du charbon et de l'acier, l'un des objectifs présent était l'amélioration des conditions de vies et de travail de la main-d’œuvre :

« Les institutions de la Communauté doivent, dans le cadre de leurs attributions respectives et dans l'intérêt commun : […] promouvoir l'amélioration des conditions de vie et de travail de la main-d’œuvre, permettant leur égalisation dans le progrès, dans chacune des industries dont elle a la charge […]. »

— Article 3 du traité CECA
Cependant, son développement fut limité du fait de la diversité des modèles sociaux des États membres et de la faible mobilité des citoyens. Ainsi, le traité instituant la Communauté économique européenne de 1957 ne contenait pas de dispositions spécifiques sur une politique sociale européenne. En dépit de l'absence d'une politique sociale explicite, le traité permit le développement d'une politique sociale communautaire de deux façons : les articles 117 à 122 exigeaient une coopération entre les États membres dans le domaine social (dont l'amélioration des conditions de travail, le principe de libre circulation des travailleurs et la coordination de leur sécurité sociale, la sécurité au travail, des mesures contraignantes sur l'égalité des salaires entre les hommes et les femmes) ; et les articles 123 à 128 créaient le Fonds social européen.
En dépit de l'établissement du Fonds social européen, l'application des articles 117 à 122 fut très limitée. Il y eut toutefois quelques développements par l'adoption de législation (relatives aux conditions de travail, à l'égalité des chances, etc.) mais aussi grâce aux jugements de la Cour de justice.

### Relance après l'Acte unique et inclusion dans le traité de Maastricht
En 1986, l'Acte unique européen permit de relancer le processus en modifiant les règles de vote au Conseil de l'Union européenne. Ainsi, certaines dispositions qui étaient alors adoptées à l'unanimité des États membres ont été déplacées dans le domaine de la majorité qualifiée. Il s'agit notamment des questions de protection des travailleurs.
En 1989, la Charte communautaire des droits sociaux fondamentaux des travailleurs fut adoptée par onze des douze États membres de l'époque (le Royaume-Uni, dirigé par Margaret Thatcher craignant que l'adoption de ce texte serait négative pour les entreprises britanniques). En dépit de son aspect contraignant, le texte contenait des principes fondamentaux s'appliquant à plusieurs thèmes : la liberté de circulation des travailleurs sur la base du traitement égal dans l'accès à l'emploi et à la protection sociale, l'emploi sur la base d'une rémunération juste, l'amélioration des conditions de vie et de travail, la liberté d'association et la protection des enfants et adolescents.
Le texte de la Charte communautaire de 1989 forme la base du chapitre social que les mêmes onze États membres ont attaché au traité de Maastricht sous la forme d'un protocole sur la politique social. 

### Étape décisive: le traité d'Amsterdam
Le traité d'Amsterdam fut une étape décisive dans le développement de la base légale de l'Europe sociale au sein des traités. Tout d'abord, l'élection d'un gouvernement travailliste mené par Tony Blair au Royaume-Uni permis de lever l'objection britannique à la politique sociale telle que prévue par le protocole de 1989. Le second fut l'ajout d'un titre spécifique sur l'emploi dans le traité instituant la Communauté européenne, thème qui devient dès lors une question « d’intérêt communautaire »,.
Afin d'assurer le plein effet des dispositions sur l'emploi, un sommet fut organisé à Luxembourg en novembre 1997.

### Depuis Lisbonne
Le traité de Lisbonne a renforcé la dimension sociale au sein des traités sur l'Union européenne (TUE) et sur son fonctionnement (TFUE). Le premier aspect de cette dimension est présent à l'article 3 TUE qui dispose que :

« Elle combat l'exclusion sociale et les discriminations, et promeut la justice et la protection sociales, l'égalité entre les femmes et les hommes, la solidarité entre les générations et la protection des droits de l'enfant. »

— Article 3 du traité sur l'Union européenne
Ce même article dispose que l'Union défend une « économie sociale de marché hautement compétitive, qui tend au plein emploi et au progrès social, et un niveau élevé de protection et d'amélioration de la qualité de l'environnement »,.
L'article 3 TUE est complété par l'article 151 TFUE qui contient les objectifs en matière sociale de l'Union : « la promotion de l'emploi, l'amélioration des conditions de vie et de travail, permettant leur égalisation dans le progrès, une protection sociale adéquate, le dialogue social, le développement des ressources humaines permettant un niveau d'emploi élevé et durable et la lutte contre les exclusions ». L'article 151 fait référence à la charte sociale européenne de 1961 (charte adoptée dans le cadre du Conseil de l'Europe) et à la Charte communautaire des droits sociaux fondamentaux des travailleurs de 1989.
Le traité sur le fonctionnement de l'Union européenne est également modifié en vue d'intégrer une « clause sociale horizontale »,. En effet, l'article 9 TFUE dispose :

« Dans la définition et la mise en œuvre de ses politiques et actions, l'Union prend en compte les exigences liées à la promotion d'un niveau d'emploi élevé, à la garantie d'une protection sociale adéquate, à la lutte contre l'exclusion sociale ainsi qu'à un niveau élevé d'éducation, de formation et de protection de la santé humaine. »

— Article 9 du traité sur le fonctionnement de l'Union européenne

## Mise en œuvre
Dans leur rédaction, les traités européens fixent des objectifs ambitieux, ainsi que le stipulent les articles 3 TUE et 9 TFUE précités. Toutefois, la législation européenne dans le domaine de l'Europe sociale s'est essentiellement appuyée sur la méthode ouverte de coordination, dont les effets diffèrent sensiblement de la législation sous forme de règlements et directives. C'est notamment au travers des « grandes orientations de politique économique », apparues dans les années 1990 que les traités attribuent à la Commission européenne un pouvoir d'animation des politiques mises en œuvre par les États membres. 
Ainsi, dans le domaine de l'emploi, le traité sur le fonctionnement de l'Union dispose, à son article 147 que « L'Union contribue à la réalisation d'un niveau d'emploi élevé en encourageant la coopération entre les États membres et en soutenant et, au besoin, en complétant leur action. Ce faisant, elle respecte pleinement les compétences des États membres en la matière ». Le droit des traités privilégie ainsi de façon nette la subsidiarité au profit des États membres.
En outre, les grandes orientations de politique économique, auxquelles le traité se réfère explicitement pour les politiques sociales et de l'emploi, font l'objet d'un renvoi à l'article 121 TFUE. Celui-ci traite des politiques économiques des États membres, considérées comme « une question d'intérêt commun ».

## Pratique institutionnelle
Le traité sur le fonctionnement de l'Union européenne contient une série de dispositions relatives au suivi des actions en matière sociale. L'article 148 prévoit ainsi que le Conseil européen adopte chaque année des conclusions sur la situation de l'emploi dans l'Union, sur la base d'un rapport conjoint de la Commission et du Conseil. Puis, sur la base des conclusions du Conseil européen, le Conseil adopte « des lignes directrices dont les États membres tiennent compte dans leurs politiques de l'emploi ». Un dialogue s'engage ensuite entre les administrations nationales, qui rendent compte des actions mises en œuvre au Conseil, afin d'anticiper les lignes directrices pour l'année suivante.
Dans un article 150, le traité précité prévoit que le Conseil institue un Comité de l'emploi « afin de promouvoir la coordination, entre les États membres, des politiques en matière d'emploi et de marché du travail ».
Enfin, le traité mentionne à plusieurs reprises le dialogue social, qui fait l'objet d'un alinéa à l'article 152 : « Le sommet social tripartite pour la croissance et l'emploi contribue au dialogue social. »

## Budget: le Fonds social européen
Le Fonds social européen est l'un des instruments budgétaires les plus anciens de l'Union : il a été créé en 1957 par le traité de Rome.

Pour la programmation budgétaire 2014-2020, il était doté à hauteur de 80 milliards d'euros.

## Sources

## Compléments

### Lectures approfondies
- Jean-Claude Barbier, La longue marche vers l'Europe sociale, Presses universitaires de France, coll. « Le Lien social », 2008
- Bernard Élissalde (dir.), Géopolitique de l'Europe, Nathan, coll. « Nouveaux continents », 2009, 2e éd.